# Малое Алфёрово
Ма́лое Алфёрово — деревня в Смоленской области России, в Сафоновском районе. Население – 4 жителя (2007 год). Расположена в центральной части области в 33 км к востоку от города Сафонова, в 0,5 км севернее автодороги М1 «Беларусь». В 5 км южнее от деревни железнодорожная станция Алфёрово	 на линии Москва — Минск. Входит в состав Зимницкого сельского поселения.

## История
Деревня Малое Алфёрово уже в середине XVIII века принадлежало дворянскому роду Грековых. В 1768 году оно значилось за поручиком Максимом Семёновичем Грековым. После смерти Максима, владение перешло к его сыну, капитану Александру Максимовичу, а затем и к жене Александра - Татьяне Фёдоровне. После смерти Татьяны Фёдоровны Малое Алфёрово стало владением её сына Петра Александровича. Им же деревня и была продана генералу Дмитрию Васильевичу Васильчикову. 
Зафиксировано, что деревня входила в приход села Третьяково-Волково. 
В деревне Малое Алфёрово родился и вырос смоленский историк-краевед Андрей Константинович Жаворонков (22.10.1922-14.09.2013).  

В годы Великой Отечественной войны деревня была оккупирована гитлеровскими войсками в сентябре 1941 года, освобождена в 1943 году.